# Pointe à tracer

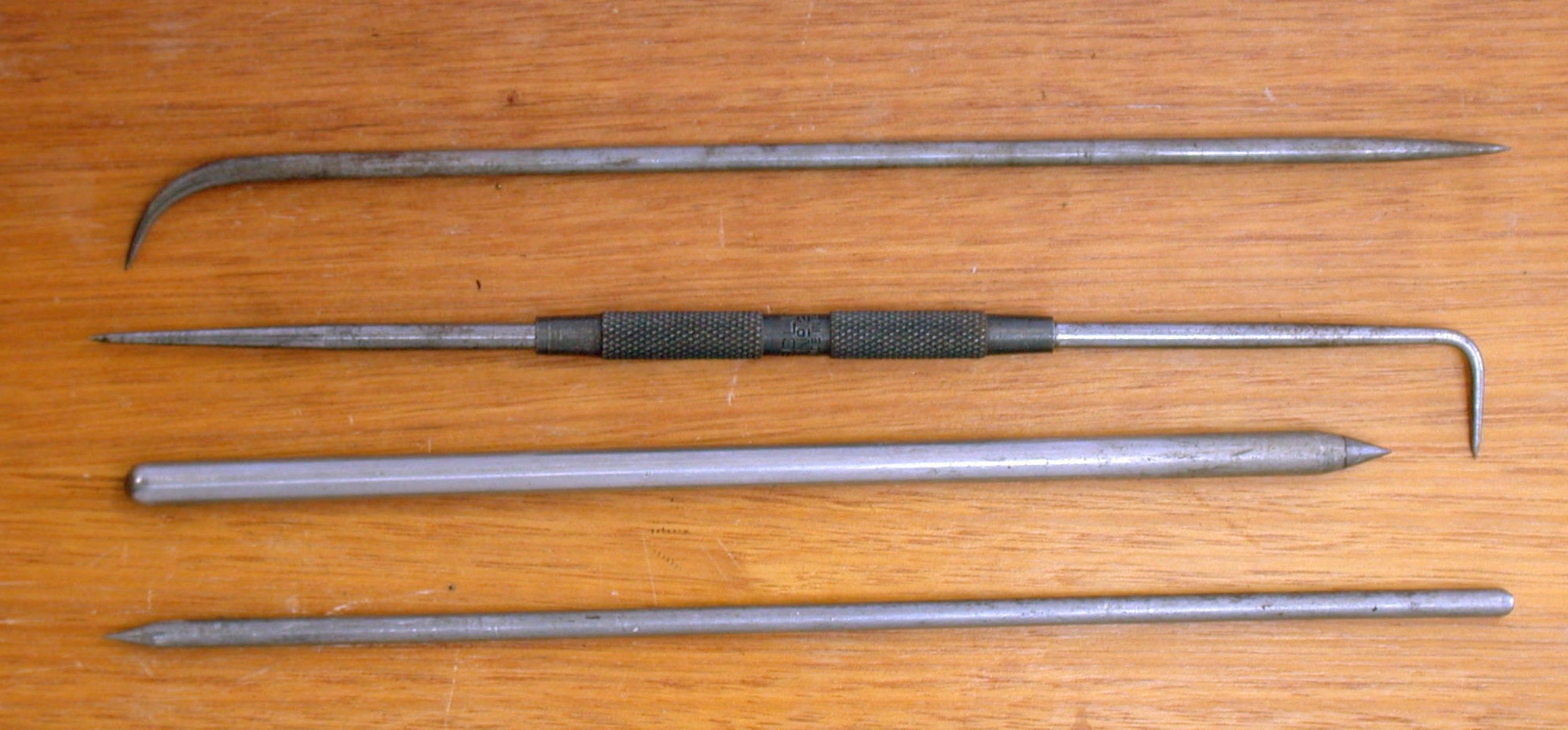
Un assortiment de pointes à tracer sur métal.

Une pointe à tracer est un outil de traçage par gravure, utilisé en construction et en métallurgie.

## Description
Une pointe à tracer est de même taille et aspect qu'un crayon à papier, mais entièrement en métal (pour résister à la pression forte que l'on doit exercer lors de son usage).
La pointe servant à marquer est soit en acier trempé ou en carbure, pour avoir un indice de dureté plus fort que la matière à marquer.